# Fernando Fernán Gómez
Fernando Fernán Gómez (Lima, 28 de agosto de 1921 - Madrid, 21 de novembro de 2007) foi um escritor, actor, guionista e realizador de cinema e de teatro espanhol, peruano de nascimento.

## Obras literárias

### Romances
- El vendedor de naranjas. Madrid, Tebas, 1961; Madrid, Espasa-Calpe, 1986.
- El viaje a ninguna parte. Madrid, Debate, 1985.
- El mal amor. Barcelona, Planeta, 1987; novela histórica.
- El mar y el tiempo. Barcelona, Planeta, 1988.
- El ascensor de los borrachos. Madrid, Espasa-Calpe, 1993.
- La Puerta del Sol. Madrid, Espasa-Calpe, 1995.
- ¡Stop! novela de amor. Madrid, Espasa-Calpe, 1997.
- La cruz y el lirio dorado. Madrid, Espasa-Calpe, 1998; novela histórica.
- Oro y hambre. Barcelona, Muchnik, 1999, novela histórica.
- Capa y espada. Madrid, Espasa-Calpe, 2001; novela histórica.
- El tiempo de los trenes. Madrid, Espasa-Calpe, 2004.